# Nhện tuyết
Nhện Tuyết (Tiếng Anh: The snow spider trilogy) là cuốn đầu tiên trong bộ ba tác phẩm truyện cho thiếu nhi (Nhện tuyết, Mặt Trăng của Emlyn và Chiến binh hạt dẻ) của nữ nhà văn Anh Jenny Nimmo.
Nhện Tuyết là câu chuyện ở một miền quê huyền thoại xứ Wales, Anh Quốc, kể về cậu bé phù thủy Gwyn trong hành trình đạt được "những điều trái tim mình mong ước". Bằng năm món quà "dị thường" mà bà nội cậu tặng nhân ngày sinh nhật lần thứ 9, cậu bé đã làm sáng tỏ vụ mất tích của người chị gái bốn năm về trước. Nhưng cuối cùng chị cậu vẫn phải trở về nơi cô bé thuộc về- thế giới băng tuyết kì ảo.
Nhện Tuyết được xuất bản năm 1986 tại Anh Quốc, tiếp đến là Mặt Trăng của Emlyn (1987) và Chiến binh hạt dẻ (1989). Tại Việt Nam, cả ba cuốn đã được Đảo San Hô dịch và xuất bản năm 2006.

## Cốt truyện
Nhện Tuyết lấy bối cảnh mùa đông ở xứ Wale ở thế kỷ XX, câu chuyện xoay quanh cậu bé phù thủy Gwydion Gwyn. Bốn năm về trước, vào một đêm mưa bão trong chính ngày sinh nhật, Gwyn thấp thỏm không ngủ vì vô cùng lo lắng cho con cừu đen của mình và cậu đã xin chị gái Bethan mang nó về nhà để trú ẩn. Nhưng cậu bé không ngờ rằng, đó là những hình ảnh cuối cùng của chị gái mà cậu còn được trông thấy. Họ không bao giờ tìm thấy dấu vết nào Bethan cũng như con cừu dù đã lục tung mọi ngóc ngách của ngọn núi. Cũng từ đó, quan hệ của cậu và cha ngày một xa cách bởi ông Griffiths luôn đổ lỗi cho Gwyn về sự mất tích của Bethan.
Bốn năm sau, vào dịp sinh nhật lần thứ chín, cũng chính là cái ngày Bethan mất tích, bà nội Nain của Gwyn đã tặng cậu năm món quà dị thường: một miếng tảo biển, một cái còi bằng thiếc, một cái ghim sắt méo mó, một con ngựa gỗ nhỏ dị dạng và cái khăn quàng cổ màu vàng mà chị Bethan mang vào cái đêm định mệnh bốn năm trước. Nain nói rằng đã đến lúc xác định xem cậu bé có phải là một vị phù thủy giống như tổ tiên của mình hay không bằng cách tặng chúng cho ngọn gió. Cái khăn quàng màu vàng khiến Gwyn nhớ về chị gái, khi Gwyn ném cái ghim sắt vào trong ngọn gió, cậu đã được nhận lại con nhện bạc lấp lánh Arianwen. Nhưng khi Gwyn kể chuyện đó cho Alun Lloyd - bạn thân của mình, Alun đã nghi ngờ và hét to chế giễu cậu. Chuyện đó nhanh chóng lan ra cả trường, Gwyn bị bạn bè trêu chọc và bắt nạt, chỉ duy có Eirlys- cô bé mới chuyển đến là giúp đỡ và bảo vệ Gwyn. Lạ kỳ thay, Eirlys giống hệt Bethan và cô bé dần thay chỗ Bethan mỗi lần đến nhà Gwyn chơi. Khi phát hiện ra Arianwen đã biến mất, Gwyn đã ném vào gió con ngựa gỗ dị dạng- thứ mà bà cậu dặn dò phải giữ kỹ- để xin ngọn gió hãy trả lại con nhện bạc cho cậu. Gwyn không biết rằng con ngựa gỗ ấy là nơi giam cầm của một vị hoàng tử độc ác, bởi không ai chế ngự được ông ta nên họ tìm đến các thầy phù thủy. Khi được Gwyn thả ra, hắn đã gây nên một trận giông bão lớn chưa từng thấy, tàn phá mọi vật. Eirlys đã bị cơn bão tấn công trên đường đến nhà Griffiths, khi mang cô bé về nhà chăm sóc, Gwyn mới nhận ra đây chính là chị gái Bethan của mình. Gwyn tìm lại được Arianwen, nhờ có nó và Eirlys, cậu đã dựng lên những bức tường băng để khuất phục linh hồn của vị hoàng tử đọc ác kia phải bị cầm tù trong con ngựa gỗ dị dạng mãi mãi. Cuối cùng, khi mọi thứ trở về như vốn có, Eirlys lại quay về với thế giới của cô.

## Nhân vật

Bìa cuốn Nhện Tuyết xuất bản tại Việt Nam năm 2006

- Gwyn Gwydion Griffiths: Cậu bé 9 tuổi, hậu duệ của ngài Math, chúa tể vùng Gwynedd, Gwydion và Gilfaethwy, được thừa hưởng năng lực phù thủy
- Nain Griffiths: Bà nội của Gwyn, bà am hiểu về xứ Wale cổ và ăn vận rất "màu mè"
- Alun Lloyd: Bạn thân của Gwyn, cậu bé có đến 6 anh chị em
- Bethan Griffiths: Chị gái của Gwyn, người đã mất tích bí ẩn trên núi bốn năm về trước
- Eirlys: Cô bé mới chuyển đến, giống hệt chị Bethan. Về sau, Gwyn mới phát hiện ra cô bé chính là chị gái mình. Bốn năm trước Bethan đã rơi vào thế giới băng tuyết và không bao giờ lớn lên nữa.
- Arianwen, the snow spider: Con nhện tuyết, thứ ngọn gió trả lại khi Gwyn ném vào đó cái ghim sắt cũ bà nội tặng, Arianwen trở thành người bạn thân của Gwyn

## Những thành công
- Bộ ba Nhện tuyết, Mặt Trăng của Emlyn và Chiến binh hạt dẻ được lần lượt chuyển thể thành tác phẩm truyền hình vào các năm 1988, 1990, 1991
- Các tác phẩm trên còn đoạt giải Nhất cuộc thi Smartties Grand Prix